# Бреєшть (Сучава)
Бреєшть, Бреєшті (рум. Brăiești) — село у повіті Сучава в Румунії. Входить до складу комуни Корну-Лунчій.
Село розташоване на відстані 340 км на північ від Бухареста, 22 км на південний захід від Сучави, 120 км на захід від Ясс.

## Населення
За даними перепису населення 2002 року у селі проживали 1309 осіб, усі — румуни. Усі жителі села рідною мовою назвали румунську.